# Панасюк Христина Леонідівна
Христина Леонідівна Панасюк (нар. 18 січня 1988, м. Рівне, УРСР) — українська музикантка, учителька, волонтерка, співачка та військовослужбовиця 126 бригади територіальної оборони 30-го корпусу морської піхоти Збройних сил України.

## Життєпис
Христина Панасюк народилася 18 січня 1988 року в місті Рівному. Деякий час разом з батьками жила в Ташкенті, згодом вони повернулися до України.
Навчалася в Рівненській музичній школі; закінчила Рівненське музичне училище та університет. Нині працює викладачем по класу фортепіано Рівненської музичної школи № 2.
Вокалом захоплюється з дитинства, у 13 років почала писати пісні; виступає під акустичну гітару. У листопаді 2014 потрапила до зони бойових дій на сході України, де допомагала бійцям як матеріально, так і духовно. Займається волонтерською діяльністю.
У репертуарі понад 50 пісень. Дала більше 1000 концертів в Україні та для українських громад в Іспанії, Італії, Німеччині, Угорщині.
У 2021 році Христина Панасюк випустила альбом «Живи», який присвятила другові, бас-гітаристу гурту «Тінь сонця» Сергію Гаварі.

### Альбоми
- «Україно, підіймись з колін» (2015),
- «Сили Добра» (2016),
- «Ангели» (2018),
- «Небо одне на всіх» (2019),
- «Живи» (2021)[4].

### Сингли
- «Присягу двічі не дають»,
- «Дай, Боже, сили нашим солдатам»,
- «Я не втомився»,
- «Сили добра»,
- «Білі лебеді»,
- «Ти підбори змінила на берці»,
- «Небо одне на всіх»,
- «Вірні завжди»,
- «War in My Ukraine» (2022),
- «Сталеві люди» (2022),
- «Залізні птахи» (2022),
- «Загартовані вогнем» (2022),
- «Я вірю в Бога і ЗСУ» (2022),
- «Різдвяна» (2022),
- «Я поверну тебе з війни» (2023),
- «Ти як?» (2023),
- «Але є один нюанс» (2023),
- «Привіт, я вдома» (2023),
- «Танкісти» (2023),
- «Дорога» (2024).

#### У співавторстві
- «Білі лебеді» (2014, з гуртом «Невічні»),
- «Ні війні, нет войне» (2015, з гуртом «Механічний Апельсин»),
- «Я не втомився» (2016, з лідером гурту «Мотор'ролла» Сергієм Присяжним),
- «Останні ночі без тебе» (2017, з гуртом «Тінь Сонця», пісня Сергія Василюка).

## Нагороди
- орден княгині Ольги III ступеня (21 серпня 2020) — за значний особистий внесок у державне будівництво, соціально-економічний, науково-технічний, культурно-освітній розвиток України, вагомі трудові здобутки та високий професіоналізм[5],
- відзнака Президента України (2016),
- нагрудний знак «Знак пошани» Міністра оборони України (2019),
- орден «Сталевий хрест непереможних» (2021),
- нагрудний знак «За заслуги перед Збройними Силами України» (2021).